# 中国中南地区

中南地区

中南地区是指中国地理上位于中国中南部区域，由华中地区部分省级行政单位与华南地区组成。
计划在“十四五”规划期间，着力打造重要先进制造业基地、提高关键领域自主创新能力、建设内陆地区开放高地、巩固生态绿色发展格局，推动中部地区加快崛起。做大做强先进制造业，在长江、京广、陇海、京九等沿线建设一批中高端产业集群，积极承接新兴产业布局和转移。推动长江中游城市群协同发展，加快武汉、长株潭都市圈建设，打造全国重要增长极。夯实粮食生产基础，不断提高农业综合效益和竞争力，加快发展现代农业。加强生态环境共保联治，着力构筑生态安全屏障。支持淮河、汉江生态经济带上下游合作联动发展。加快对外开放通道建设，高标准高水平建设内陆地区开放平台。提升公共服务保障特别是应对公共卫生等重大突发事件能力。

## 地理意义
地理意义上的中南地区包括：
- 河南省 简称“豫”
- 湖北省 简称“鄂”
- 湖南省 简称“湘”
- 广东省 简称“粤”
- 广西壮族自治区 简称“桂”
- 海南省 简称“琼”
- 香港特別行政區 简称“港”
- 澳門特別行政區 简称“澳”

## 历史沿革
中南地区这一地理概念较少见于传统称谓，是近代以后逐渐开始使用的。
通常情况下是沿用1949年中华人民共和国建国至今所划分的地理概念：河南省、湖北省、湖南省属于华中地区，同时也被称为华中三省，广东省、广西壮族自治区、海南省属于华南地区，个别时候还会包括香港和澳门两个特别行政区。而中南地区则是作为华中三省和华南地区的统称。
今日中国人民解放军南部战区（湖南省、广东省、广西壮族自治区、海南省、香港特别行政区、澳门特别行政区）、中部战区的一部分（河南省、湖北省），前身为中南军区。

## 中南人口
- 河南省 9402.36万 2016年
- 湖北省 5723.77万 2016年
- 湖南省 6568.37万 2016年
- 广东省 10430.03万 2016年
- 广西壮族自治区 4602.66万 2016年
- 海南省 867.5万 2016年
- 香港特別行政區 709.76万 2016年
- 澳門特別行政區 55.23万 2016年